# Al-Mutawakkil (Abbaside)

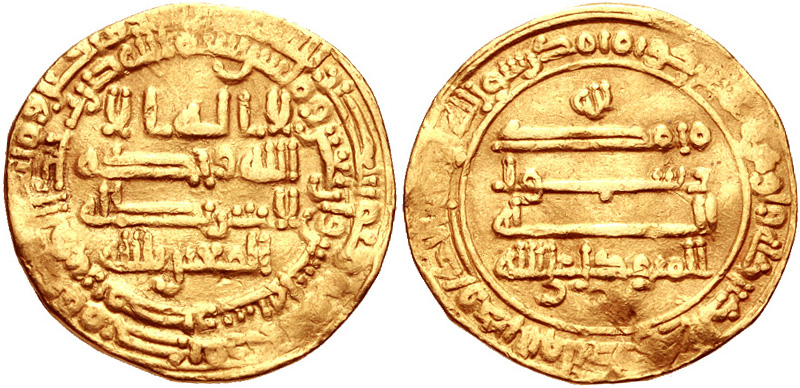
Dinar al-Mutawakkils, geprägt 242 H. (856/857) in al-Fustat, mit Nennung seines designierten Thronfolgers al-Muʿtazz bi-llāh.

Abu l-Fadl Dschaʿfar ibn Muhammad (arabisch ابو الفضل جعفر بن محمد, DMG Abū ’l-Faḍl Ǧaʿfar b. Muḥammad; * 822; † 8. Dezember 861) mit dem Thronnamen al-Mutawakkil ʿalā llāh (المتوكل على الله) war von 847 bis 861 der zehnte Kalif aus der Dynastie der Abbasiden.

## Geschichte
Al-Mutawakkil war ein Sohn des Kalifen al-Muʿtasim (reg. 833–842) und einer persischen Haremsdame. Nachdem er seinem Bruder al-Wāthiq (reg. 842–847) auf den Thron gefolgt war, versuchte er den starken türkischen Einfluss in Heer und Verwaltung einzuschränken. Um sich die Unterstützung der Bevölkerung und vor allem der Geistlichkeit zu sichern, hob er 849 die von al-Ma'mūn eingeführte Staatsdoktrin der Mutaziliten wieder auf. Auch die Schiiten wurden zunehmend unterdrückt. In diesem Zusammenhang ließ al-Mutawakkil z. B. die Grabmoschee des Husain ibn ʿAlī in Kerbela zerstören.
Die Zurückdrängung der Türken scheiterte aber, da er wegen Unruhen in Syrien und Ägypten auf die türkischen Truppen zur Befriedung des Reiches angewiesen war. Auch die Verlegung der Residenz von Samarra nach Damaskus wurde von den Türken verhindert. Unter al-Mutawakkils Herrschaft erhielt das Wesirat endgültig die Funktion der zentralen Leitung der Regierungsgeschäfte. Dieses stand auch weiterhin unter türkischem Einfluss. Deren Macht strahlte zunehmend auch vom Hof des Kalifen auf die Provinzen aus, wo in Syrien und Ägypten türkische Statthalter eingesetzt wurden.
Nachdem 855 Nachrichten aus Arabien eingetroffen waren, dass die Kaaba baufällig geworden sei, schickte al-Mutawakkil den Goldschmied Ishāq ibn Salama nach Mekka, um das Gebäude zu reparieren und zu verschönern. Er konnte diese Arbeiten bis Dezember 856 abschließen.
Als al-Mutawakkil seinen designierten Thronfolger al-Muntasir zu Gunsten von al-Muʿtazz verdrängen und gleichzeitig die Einkünfte einiger türkischer Heerführer beschneiden wollte, wurde er durch eine Verschwörung al-Muntasirs (861–862) und der türkischen Offiziere gestürzt und ermordet (8. Dezember 861). Nun brachen heftige Machtkämpfe zwischen den türkischen Interessengruppen in Samarra aus. Bis 870 regierten vier Kalifen und das Reich geriet an den Rand des Untergangs. Erst unter al-Mu'tamid (reg. 870–892) konnte der Zerfall des Kalifats wieder gestoppt werden.

## Familie, Nachkommen und Konkubinen

### Kinder
- Al-Muwaffaq, späterer Regent des Abbasiden-Kalifats, Sohn der Konkubine Isḥāq al-Andalusiyya.[2]
- Ibrahim al-Mu'ayyad, Sohn der Konkubine Isḥāq al-Andalusiyya.[2]
- ein Sohn mit Farida, der Jüngeren.[3]

### Ehefrauen
- mit Vorbehalt: Farida, die Jüngere – Konkubine,[3][4] nach Ibn al-Sa'i heiratete er sie.[5] Ein gemeinsamer Sohn.[3]

### Konkubinen
- Bunān – eine Sängersklavin und Konkubine.[6]
- Isḥāq al-Andalusiyya (gest. 883), eine seiner Favoritinnen und Mutter seiner Söhne Ibrahim al-Mu'ayyad und Abu Ahmad al-Muwaffaq.[2]
- Raiya, Sängersklavin und mutmaßliche Konkubine von al-Murwakkil.[7]